# Paulo Chávez
Paulo César Chávez (né le 7 janvier 1976 à Guadalajara au Mexique) est un joueur de football international mexicain, qui évoluait au poste de milieu de terrain.

## Biographie

### Carrière en sélection
Avec l'équipe du Mexique, il joue 29 matchs (pour 2 buts inscrits) entre 1997 et 2000. 
Il figure dans le groupe des sélectionnés lors de la Coupe des confédérations de 1997. Lors de la compétition, il joue deux matchs : contre l'Australie puis l'Arabie saoudite.
Il participe également aux Copa América de 1997 et de 1999. Son équipe termine troisième de cette compétition à deux reprises.

## Vie privée
Paulo Chávez est le père de Mateo Chávez, lui aussi footballeur mexicain.

## Palmarès
| Chivas - Championnat du Mexique (1) : - Champion : 1997 (Verano). |  | Monterrey - Championnat du Mexique (1) : - Champion : 2003 (Clausura). |